# Lorenzo da Ponte
Lorenzo Da Ponte (n. 10 martie 1749, Ceneda⁠(d), Vittorio Veneto, Veneto, Italia – d. 17 august 1838, New York City, New York, SUA) a fost un libretist de operă italian, mai târziu libretist de operă american, poet și preot romano-catolic. A scris librete pentru 28 de opere, puse pe muzică de către 11 compozitori, inclusiv trei dintre cele mai mari opere ale lui Mozart: Nunta lui Figaro, Don Giovanni și Così fan tutte.

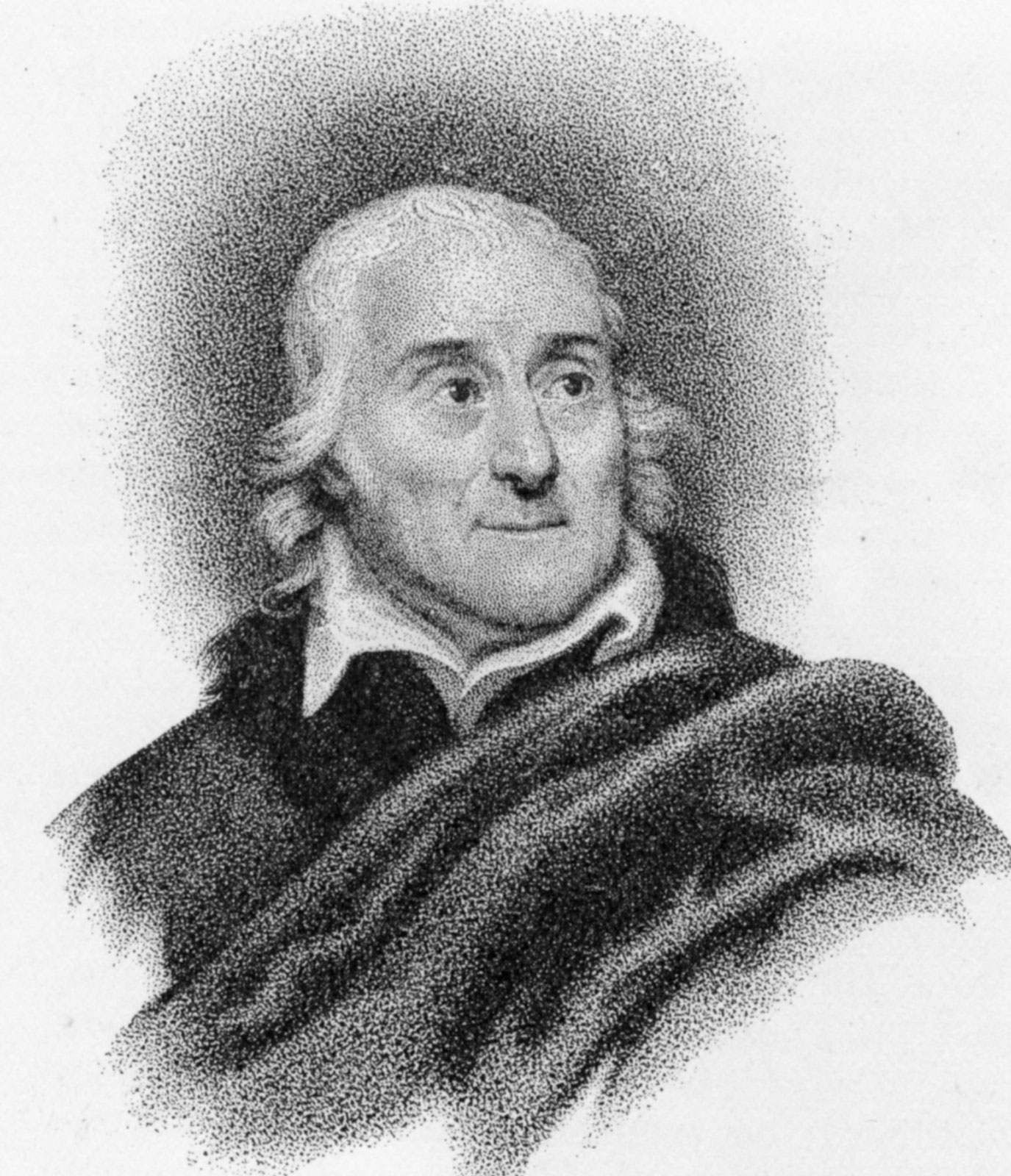
Lorenzo da Ponte

## Cariera timpurie
Lorenzo Da Ponte s-a născut în 1749 în Ceneda, Veneția (acum Vittorio Veneto, Italia), în 1749, sub numele de Emanuele Conegliano. S-a născut evreu, fiind cel mai mare dintre cei trei fii. În 1764, tatăl său, Geronimo Conegliano, văduv pe atunci, s-a convertit, atât el, cât și familia sa, la romano-catolicism, pentru a se căsători cu o femeie catolică. Emanuele, după cum era obiceiul, a luat numele lui Lorenzo Da Ponte de la episcopul Cenede, care l-a botezat.
Mulțumită episcopului, cei trei frați Conegliano au studiat la seminarul Ceneda. Episcopul a murit în 1768, ulterior Lorenzo mutându-se la seminarul de la Portogruaro, unde a intrat în Ordinul Minorit, în 1770, și a devenit profesor de literatură. El a fost hirotonit preot în 1773. În această perioadă, a început să scrie poezie în italiană și latină, inclusiv o odă vinului, "Ditirambo sopra gli odori".
În 1773, Da Ponte s-a mutat la Veneția, unde și-a trăit viața ca profesor de limbă latină, italiană și franceză. Deși era preot catolic, tânărul a trăit în desfrânare. În timp ce era preot al bisericii San Luca, a avut o amantă, cu care avea doi copii. La procesul său din 1779, unde a fost acuzat de „concubinaj public" și „răpire a unei femei respectabile", se presupunea că trăia într-un bordel și organiza distracțiile de acolo. El a fost găsit vinovat și alungat timp de cincisprezece ani din Veneția.

## Viena și Londra
Lorenzo Da Ponte s-a mutat în Gorizia, atunci parte a Austriei, unde a trăit ca scriitor, atrăgându-i pe cei mai importanți nobili și patroni culturali ai orașului. În 1781 a crezut (în mod fals) că a avut o invitație din partea prietenului său, Caterino Mazzolà, poetul curții săsești, de a ocupa un post la Dresda, ca mai apoi să fie dezamăgit când a sosit acolo. Totuși, Mazzolà i-a oferit să lucreze la teatru pentru a traduce libretele și a recomandat să încerce să-și dezvolte abilitățile de a scrie. El i-a dat și o scrisoare de recomandare către compozitorul Antonio Salieri.
Cu ajutorul lui Salieri, Da Ponte a solicitat și a obținut postul de libretist la Teatrul italian din Viena. Aici a găsit și un patron, în persoana bancherului Raimund Wetzlar von Plankenstern, binefăcător al lui Wolfgang Amadeus Mozart. Ca poet al curții și libretist la Viena, a colaborat cu Mozart, Salieri și Vicente Martín y Soler. Da Ponte a scris libretele pentru cele mai importante opere ale lui Mozart: Nunta lui Figaro (1786), Don Giovanni (1787) și Così fan tutte (1790), dar și pentru Una cosa rara a lui Soler, precum și textul pe care e bazată cantata Per la ricuperata salute di Ofelia (compusă în colaborare în 1785 de Salieri, Mozart și Cornetti). Toate lucrările lui Da Ponte erau adaptări ale unor subiecte preexistente, așa cum se întâmpla printre libretiștii de atunci, cu excepția celui intitulat L'Arbore di Diana, împreunpă cu Soler și Così fan tutte, pe care a început-o cu Salieri, dar a fost finalizata cu Mozart. Cu toate acestea, calitatea elaborării sale le-a dat viață nouă. 
Numai o adresă a lui Da Ponte în timpul șederii sale la Viena este cunoscută: în 1788 a locuit în casa Heidenschuß 316 (astăzi zona de stradă dintre Freyung și Hof), care aparținea arhiepiscopului vienez. Acolo el a închiriat un apartament de trei camere, pentru 200 de guldeni.
Odată cu moartea împăratului austriac Iosif al II-lea al Sfântului Imperiu Roman, în 1790, Da Ponte și-a pierdut patronul. El a fost concediat în mod oficial de la Serviciul Imperial în 1791, din cauza intrigilor, fără sprijin din partea noului împărat, Leopold. În august 1792, nefiind în stare să se întoarcă la Veneția, de unde a fost exilat până la sfârșitul anului 1794, a pornit spre Paris, prin Praga și Dresda, înarmat cu o scrisoare de recomandare către regina Maria Antoaneta, regină a Franței, pe care fratele ei, împăratul  Iosif al II-lea, i-o dăduse lui Da Ponte înainte de moartea sa. Pe drumul spre Paris, în timp ce luă la cunoștință situația politică înrăutățită în Franța și află despre arestarea regelui și reginei, el a decis să se îndrepte spre Londra, însoțit de Nancy Grahl (cu care a avut, în cele din urmă, patru copii). După un început precar în Anglia, exercitând o serie de posturi, inclusiv cel de băcan sau de profesor de italiană, a devenit libretist la Teatrul Regelui din Londra, în 1803. A rămas în Londra cu diverse activități teatrale și de editare până în 1805, când falimentul l-a determinat să fugă în Statele Unite, cu Grahl și copiii lor.

## Cariera în America
În Statele Unite, Da Ponte s-a stabilit mai întâi la New York, apoi la Sunbury, Pennsylvania, unde a deschis pentru un timp scurt un magazin alimentar și a oferit lecții private de limba italiană. S-a întors la New York pentru a deschide o librărie. A devenit prieten cu Clement Clarke Moore și, prin el, a câștigat o întâlnire neremunerată ca prim profesor de literatură italiană la Colegiul Columbia. El a fost primul preot romano-catolic care a fost numit la facultate, născut evreu. În New York, el a prezentat opera și a produs în 1825 prima interpretare completă a lui Don Giovanni în Statele Unite, în care Maria García (urmând în curând să se căsătorească cu Malibran) a cântat Zerlina. De asemenea, a introdus muzica lui Gioachino Rossini în S.U.A., printr-un turneu de concert cu nepoata lui, Giulia Da Ponte.
În 1807 a început să-și scrie memoriile (publicate în 1823), descrise de Charles Rosen ca fiind „nu o explorare intimă a identității și personajului său, ci mai degrabă o poveste de aventură picarescată".
În 1828, la vârsta de 79 de ani, Lorenzo Da Ponte a devenit cetățean american naturalizat. În 1833, la vârsta de optzeci și patru de ani, a înființat o operă în Statele Unite, New York Opera Company. Din cauza lipsei de cunoștințe de afaceri, totuși, a durat doar două stagiuni. înainte ca societatea să fie dizolvată și teatrul vândut ca să se plătească datoriile companiei. În 1836, opera a devenit Teatrul Național. În 1839 clădirea a fost arsă până la pământ, dar a fost rapid reconstruită și redeschisă. Pe 29 mai 1841, însă, a fost distrusă din nou de foc. Casa de operă a lui Da Ponte a fost totuși predecesorul Academiei de Muzică din New York și al Operei Metropolitane din New York.
Lorenzo Da Ponte a murit în 1838 în New York; o ceremonie enormă de înmormântare a avut loc în vechea catedrală din New York, St. Patrick's Cathedral, pe strada Mulberry. Unele surse afirmă că Da Ponte este îngropat în Cimitirul Calvar din Queens, dar acest cimitir nu exista înainte de 1848. Alte surse spun că Da Ponte a fost îngropat în Manhattan. Cimitirul Calvarului conține o piatră de mormânt în memoria sa.
În 2009, regizorul spaniol Carlos Saura și-a lansat filmul italian Io, Don Giovanni, o poveste oarecum ficționată despre Da Ponte, care a încercat să-i unească viața cu libretul său pentru Don Giovanni.

## Libretele lui Da Ponte
Natura contribuției lui Da Ponte la arta libretelor a fost mult discutată. În dicționarul New Grove of Music and Musicians, se subliniază faptul că „portretizarea marilor pasiuni nu a fost forța lui", ci că el a lucrat îndeaproape cu compozitorii săi pentru a scoate la iveală punctele forte, mai ales acolo unde a fost o chestiune de caracterizare sau pasaje umorice, satirice. Richard Taruskin notează că Mozart, în scrisoarea către tatăl său Leopold, și-a exprimat îngrijorarea de a-l asigura pe Da Ponte, dar era îngrijorat și de faptul că ceilalți compozitori italieni din oraș (de exemplu, Salieri) încercau să-l păstreze pentru ei înșiși. El a dorit în mod special să creeze o operă bufă, care include multe personaje feminine, pentru contrast; Taruskin sugerează că „darul special al lui Da Ponte a fost acela de a forța aceasta varietate virtuală de idiomuri într-o formă dramatică vie". David Cairns examinează refacerea scenariului lui Don Ponte pentru Don Giovanni (inițial scris de Giovanni Bertati și interpretat în Veneția ca Don Giovanni Tenorio, cu muzica lui Gazzaniga, în 1787). Cairns subliniază că „împrumuturile verbale sunt puține" și că Da Ponte este în orice punct "mai inteligent, mai elegant, mai concis și mai eficient". Mai mult, restructurarea acțiunii lui Da Ponte permite un format mai strâns, oferind mai multe oportunități pentru structurile muzicale ale lui Mozart. David Conway sugerează că viața proprie a lui Da Ponte „în deghizare" (ca evreu/preot/afemeiat) l-a lăsat să infuzeze clișeul operatic de deghizare cu un sentiment de ironie romantică.

### Librete de operă
- Ifigenia in Tauride (1783, traducere în italiană a operei franceze Iphigénie en Tauride a lui Christoph Willibald Gluck); muzica Antonio Salieri
- La Scuola de' gelosi (1783, adaptare a libretului din 1778 scris de Caterino Mazzolà); muzica: Antonio Salieri
- Il Ricco d'un giorno (1784); muzica: Antonio Salieri
- Il Burbero di buon cuore (1786, după piesa cu același nume Carlo Goldoni); muzica: Vincente Martín y Soler
- Il Demogorgone ovvero Il filosofo confuso (1786); muzica: Vincenzo Righini
- Il finto cieco (1786); muzica: Giuseppe Gazzaniga
- Le nozze di Figaro (1786, după piesa Le Mariage de Figaro de Beaumarchais); muzica: Wolfgang Amadeus Mozart
- Una cosa rara ossia Bellezza ed onestà (1786, după comedia La Luna della Sierra de Luis Vélez de Guevara); muzica: Vincente Martín y Soler
- Gli equivoci (1786); muzica: Stephen Storace
- L'arbore di Diana (1787); muzica: Vincente Martín y Soler
- Il dissoluto punito o sia Il Don Giovanni (1787, după opera Don Giovanni Tenorio de Giuseppe Gazzaniga); muzica: Wolfgang Amadeus Mozart
- Axur, Re d'Ormus (1787/88, varianta italiană a operei Tarare de Beaumarchais și Salieri); muzica: Antonio Salieri
- Il Talismano (1788, după Carlo Goldoni); muzica: Antonio Salieri
- Il Bertoldo (1788); muzica: Antonio Brunetti
- L'Ape musicale (1789)
- Il Pastor fido (1789, după Giovanni Battista Guarini); muzica: Antonio Salieri
- La Cifra (1789); muzica: Antonio Salieri
- Così fan tutte (1789/90); muzica: Wolfgang Amadeus Mozart
- La Caffettiera bizzarra (1790); muzica: Joseph Weigl
- La Capricciosa corretta (1795); muzica: Vincente Martín y Soler
- Antigona (1796); muzica: Giuseppe Francesco Bianchi
- Il consiglio imprudente (1796); muzica: Giuseppe Francesco Bianchi
- Merope (1797); muzica: Giuseppe Francesco Bianchi
- Cinna (1798); muzica: Giuseppe Francesco Bianchi
- Armida (1802); muzica: Giuseppe Francesco Bianchi
- La Grotta di Calipso (1803); muzica: Peter von Winter
- Il Trionfo dell'amor fraterno (1804); muzica: Peter von Winter
- Il Ratto di Proserpina (1804); muzica: Peter von Winter